# 水口石塔
水口石塔是一座位于台州市黄岩区茅畲乡浦洋村的明代石塔，现为浙江省文物保护单位。

## 简介
水口石塔建于明朝万历四十四年（1616年），面朝溪口，属于风水塔。造塔匠人的名字在塔第一层上有刻注，为：太邑马怡泉。出资人为牟氏族人，具体名字在塔身各层皆有刻注。水口石塔在1982年被列入县级重点文物保护单位。2006年台州市黄岩区博物馆对其进行过修复处理。2013年，水口石塔公布为浙江省第六批文物保护单位。水口石塔的南面建有一座将军庙，供奉文天祥、牟大昌、牟天与等抗元将领。

## 特点
水口石塔的塔身为纯石质材料，实心。通高10.6米，呈葫芦形，共五级，亭式顶，斗拱出檐。每层有六面，每面刻有人物造型，现基本保存完好，唯有第一层有一尊坐佛头像严重受损。人物造型两旁亦有铭文，但因风蚀严重，字迹难辨。底座有麒麟、狮子等浅浮雕图案。